# لاري ميلر
لاري ميلر (بالإنجليزية: Larry Miller )‏ (و. 1953  م) هو ممثل تعبيري، وممثل تلفزي، ومدون صوتي، وممثل أفلام، وكاتب سيناريو أمريكي، ولد في فالي ستريم.

## التعليم
تعلم في كلية أمهرست.

## وصلات خارجية
- لاري ميلر على موقع IMDb (الإنجليزية)
- لاري ميلر على موقع قاعدة بيانات الأفلام العربية
- لاري ميلر على موقع قاعدة بيانات الأفلام العربية
- لاري ميلر على موقع ألو سيني (الفرنسية)
- لاري ميلر على موقع ميوزك برينز (الإنجليزية)
- لاري ميلر على موقع أول موفي (الإنجليزية)
- لاري ميلر على موقع قاعدة بيانات برودواي على الإنترنت (الإنجليزية)
- لاري ميلر على موقع قاعدة بيانات الأفلام السويدية (السويدية)
- لاري ميلر على موقع إن إن دي بي (الإنجليزية)
- لاري ميلر على موقع قاعدة بيانات الفيلم (الإنجليزية)